# 일본 지방자치법
《일본 지방자치법》(일본어: 地方自治法 지호지치호[*])은 지방자치를 규정하고 있는 일본의 법률이다. 일본의 지방 정부 구조와 일본을 구성하는 도도부현·시정촌·그 외의 지방자치단체 등을 포함한 행정 구역의 권한을 이양한 법률이다.

## 개요
《일본 지방자치법》은 《일본국 헌법》 제92조에 명시된 "지방공공단체의 조직 및 운영에 관한 사항은 지방자치의 본래 취지에 근거하여 법률로 이를 정한다."라는 조항에 따라 제정된 일본의 법률로서 해당 법률의 제1조에서는 "지방자치의 본래 취지에 기초하여 지방공공단체의 구분과 지방공공단체의 조직 및 운영에 관한 사항의 대강을 정하고 아울러 국가와 지방공공단체 간의 기본적 관계를 확립함으로써 지방공공단체의 민주적이고 능률적인 행정의 확보를 도모하는 동시에 지방공공단체의 건전한 발달을 보장하는 것을 목적으로 한다."라고 명시되어 있다.
1947년 3월 28일에 일본 제국의회 중의원과 귀족원에서 《일본 지방자치법》이 통과되었다. 1947년 4월 17일에는 《일본 지방자치법》이 《1947년(쇼와 22년) 법률 제67호》로 제정되었으며 《일본국 헌법》 시행일인 1947년 5월 3일에 시행되었다. 이에 따라 기존의 도쿄도제, 도부현제, 시제 및 정촌제가 모두 폐지되었고 《지방자치법》 시행 시점에서 일본의 행정권이 미치는 구역에 있던 도도부현, 시정촌에서 《지방자치법》에 의한 지방자치 제도가 시행되었다.
《일본 지방자치법》 시행 시점에서 미국의 행정권하에 있어서 일본의 행정권이 미치지 않았던 가고시마현 도시마촌(1952년 2월 10일 적용), 아마미 군도의 각 시정촌(1953년 12월 25일 적용), 도쿄도 오가사와라촌(1968년 6월 26일 적용)에 대해서도 일본 반환에 따라 순차적으로 적용되었다. 1972년 5월 15일에 일어난 오키나와 반환을 계기로 오키나와현은 《오키나와의 복귀에 따른 특별 조치에 관한 법률》에 명시된 다음과 같은 규정에 따라 《지방자치법》에 규정된 현으로서의 존속이 정해져 있다.
제3조(오키나와현의 지위): 기존의 오키나와현은 《지방자치법》(1947년(쇼와 22년) 법률 제67호)에서 정하는 현으로 존속한다.
제7조(시정촌의 지위): 오키나와의 시정촌은 《지방자치법》의 규정에 따른 시정촌이 된다.
- 《오키나와 복귀에 따른 특별 조치에 관한 법률》 발췌

그 외에 하치로호 간척 사업을 통해 형성된 토지에 대해서는 《대규모 공유수면 매립에 따른 촌 설치에 관한 지방자치법 등의 특례에 관한 법률》에 명시된 규정에 따라 적용된 《지방자치법》의 특례 대상으로서 1964년 10월 1일을 기해 오가타촌이 설치되었다.
1999년 7월에는 지방분권 개혁을 목표로 한 대대적인 개정(2000년 4월 1일 시행)이 이루어졌는데 이러한 개정 지방자치법을 《신지방자치법》(마쓰시타 게이이치)이라고 부르기도 한다.이에 따라 기관 위임 사무가 폐지되었고 국가와 지방 간의 관계는 '상하·주종' 관계에서 '대등·협력' 관계로 바뀌었다.

## 지방공공단체
《일본 지방자치법》에서는 지방공공단체(일본어: 地方公共団体 지호고쿄단타이[*])를 다음과 같이 분류한다.
- 일반지방공공단체
  - 도도부현
  - 시정촌

- 특별지방공공단체
  - 도쿄도 구부 (도쿄 특별구)

- 지방공공단체조합
  - 일부사무조합
  - 전부사무조합
  - 사무소운영조합
  - 광역연합
- 재산구
- 지방개발사업단

일반지방공공단체는 기초지방자치단체이다. 일반지방공공단체와 특별지방공공단체의 구분은 주로 《일본국 헌법》과 관련이 있으며 일반지방공공단체에는 다음과 같은 특정 권리를 부여한다.
- 직접 선거 (제93조 제2항)
- 입법권 (제94조)
- 지방공공단체에 특별한 영향을 미치는 법령 제정 이전에 실시되는 주민투표 (제95조)

특별지방공공단체는 법령에 의해 달리 규정되지 않는 한 이러한 권한을 갖고 있지 않다. 도쿄도 내에서는 구부가 기초지방자치단체로 간주되고 있지만 다른 특별지방공공단체는 학교, 상수도, 폐기물 관리 등 특정 분야에 대한 지방공공단체의 컨소시엄이다.
지방공공단체는 여러 면에서 지방자치단체이지만 지방공공단체와 정부 간의 관계 뿐만 아니라 지방공공단체의 관계를 감시하는 도쿄도의 총무성에 간접적으로 보고한다. 총무성은 일반적으로 모든 도도부현 간의 특별지방공공단체를 승인하고 시정촌 간의 특별지방공공단체는 도도부현지사의 승인을 받는다.

## 수정
1999년 7월 16일에는 중앙 정부가 지방 정부에 부과한 행정 기능을 없애고 국가지방분쟁처리위원회를 설치하기 위하여 《지방 분권 추진에 관한 법률》이 개정되었다. 일본 총무성은 2011년 1월에 지방공공단체의 위법성 여부를 국가 차원에서 조사해서 시정하지 않을 경우 소송을 제기할 수 있도록 《지방자치법》 개정을 추진한다는 계획을 발표했다.

## 같이 보기
- 정령지정도시
- 특례시
- 중핵시
- 통일지방선거
- 지방자치법 시행 60주년 기념주화